# Maike Nollen
Maike Nollen (15 novembre 1977 à Berlin) est une kayakiste allemande pratiquant la course en ligne.